# Championnat d'Espagne de football de deuxième division 1945-1946
Navigation
Segunda División 1944-1945 Segunda División 1946-1947
Le championnat d'Espagne de football de deuxième division 1945-1946 est la 15e édition du championnat. Organisé par la Fédération espagnole de football, le championnat se déroule du 23 septembre 1945 au 31 mars 1946, les barrages de promotion se déroule le 19 et le 26 mai 1946 et les barrages de relégation se déroule le 29 juin 1946.
La compétition est remportée par le CD Sabadell, qui devance, le Deportivo La Corogne de deux points. Ces deux clubs sont promus en première division. Alors que le troisième, à savoir le Gimnástico de Tarragone, affronte le 12e de première division, lors d'un barrage en match unique sur terrain neutre, pour tenter de les imiter.
Les attaquants espagnols José Saras, du Real Santander SD, et Mariano Uceda, du Saragosse CF, terminent meilleurs buteurs du championnat avec 20 réalisations.

## Règlement de la compétition
La compétition se déroule selon un système de ligue, où les quatorze équipes s'affrontent à deux reprises, une fois à domicile et une fois à l'extérieur, soit un total de vingt-six matches. L'ordre des matches est déterminé par un tirage au sort avant le début de la compétition.
Le classement final est établi sur le nombre des points obtenus lors de chaque rencontre, à raison de deux points par match gagné, un pour un match nul et aucun pour une défaite. Si, à la fin de la première phase, deux équipes ont le même nombre de points, les critères établis par le règlement pour départager les équipes sont les suivants :
1. Les confrontations directes entre les équipes à égalité.
2. Si l'égalité persiste, celle qui a le meilleur coefficient de buts.

En fin de saison, les deux premiers sont promus en première division, tandis que le troisième dispute un barrage de promotion/relégation contre le douzième de première division pour tenter de décrocher leur place dans l'élite. En bas de classement, les deux derniers sont relégués en troisième division, alors que le douzième disputent un barrage de promotion/relégation contre le troisième de la phase de promotion de troisième division afin de tenter de se maintenir.

## Équipes participantes
| \| Betis Ceuta Córdoba Deportivo Ferrol Gimnástico Grenade Majorque R. Sociedad Sabadell Salamanque Santander Saragosse Xerez \| Localisation des clubs engagés dans le championnat. |
| Betis Ceuta Córdoba Deportivo Ferrol Gimnástico Grenade Majorque R. Sociedad Sabadell Salamanque Santander Saragosse Xerez                                                           |

| Clubs                   | Ville                | Stade               |
| ----------------------- | -------------------- | ------------------- |
| Real Betis              | Séville              | Heliópolis          |
| SD Ceuta (es)           | Ceuta                | Alfonso Murube (es) |
| RCD Córdoba (es)        | Cordoue              | El Arcángel         |
| Deportivo La Corogne    | La Corogne           | Riazor              |
| Club Ferrol             | Ferrol               | Inferniño           |
| Gimnástico de Tarragone | Tarragone            | Avenida de Cataluña |
| Grenade CF              | Grenade              | Los Cármenes        |
| CD Majorque             | Palma                | Buenos Aires        |
| Real Sociedad           | Saint-Sébastien      | Atocha              |
| CD Sabadell             | Sabadell             | Creu Alta           |
| UD Salamanque           | Salamanque           | El Calvario         |
| Real Santander SD       | Santander            | El Sardinero        |
| Saragosse CF            | Saragosse            | Torrero             |
| Xerez Club (es)         | Jerez de la Frontera | Domecq (es)         |

## Compétition

### Classement
| Rang | Équipe                    | Pts | J  | G  | N | P  | Bp | Bc | GA    |
| ---- | ------------------------- | --- | -- | -- | - | -- | -- | -- | ----- |
| 1    | CD Sabadell R             | 35  | 26 | 14 | 7 | 5  | 50 | 29 | 1,724 |
| 2    | Deportivo La Corogne R    | 33  | 26 | 14 | 5 | 7  | 38 | 28 | 1,357 |
| 3    | Gimnástico de Tarragone P | 29  | 26 | 12 | 5 | 9  | 50 | 46 | 1,087 |
| 4    | Grenade CF R              | 29  | 26 | 12 | 5 | 9  | 49 | 35 | 1,400 |
| 5    | RCD Córdoba (es) P        | 29  | 26 | 13 | 3 | 10 | 36 | 34 | 1,059 |
| 6    | Real Sociedad             | 27  | 26 | 12 | 3 | 11 | 46 | 33 | 1,394 |
| 7    | Club Ferrol               | 25  | 26 | 10 | 5 | 11 | 39 | 52 | 0,750 |
| 8    | CD Majorque               | 25  | 26 | 8  | 9 | 9  | 37 | 39 | 0,949 |
| 9    | Real Santander SD         | 24  | 26 | 11 | 2 | 13 | 56 | 51 | 1,098 |
| 10   | Saragosse CF              | 24  | 26 | 10 | 4 | 12 | 44 | 53 | 0,830 |
| 11   | Real Betis                | 24  | 26 | 10 | 4 | 12 | 41 | 40 | 1,025 |
| 12   | Xerez Club (es)           | 22  | 26 | 9  | 4 | 13 | 43 | 59 | 0,729 |
| 13   | UD Salamanque P           | 20  | 26 | 8  | 4 | 14 | 41 | 48 | 0,854 |
| 14   | SD Ceuta (es)             | 18  | 26 | 8  | 2 | 16 | 35 | 58 | 0,603 |

Promotion
- 1er et 2e : promotion en Primera División
- 3e : qualification pour les barrages de promotion

Relégation
- 12e : qualification pour les barrages de relégation
- 13e et 14e : relégation en Tercera División

Abréviations
- R : Relégués de Primera División 1944-1945
- P : Promus de Tercera División 1944-1945

Le 31 mars 1946, le CD Sabadell est sacré champion pour la deuxième fois de son histoire, en s'imposant 2 buts à 0 face au CD Majorque.

### Résultats
| Résultats (▼dom., ►ext.)                                   | BET | CEU | COR | DEP | FER | GIM | GRE | MAJ | RSO | SAB | SAL | SAN | SAR | XER |
| Real Betis                                                 |     | 2-1 | 2-3 | 1-0 | 4-0 | 6-1 | 1-2 | 2-3 | 1-0 | 0-1 | 3-0 | 3-2 | 4-0 | 2-2 |
| SD Ceuta (es)                                              | 2-1 |     | 1-2 | 1-2 | 1-2 | 1-1 | 2-3 | 4-0 | 2-1 | 5-2 | 1-0 | 1-3 | 3-0 | 2-1 |
| RCD Córdoba (es)                                           | 2-0 | 2-1 |     | 2-0 | 3-0 | 0-1 | 2-0 | 1-0 | 3-0 | 0-0 | 1-1 | 4-2 | 2-0 | 3-0 |
| Deportivo La Corogne                                       | 1-0 | 3-0 | 1-0 |     | 3-1 | 1-3 | 1-1 | 2-2 | 1-0 | 2-0 | 3-3 | 3-1 | 5-2 | 4-1 |
| Club Ferrol                                                | 2-2 | 1-1 | 6-0 | 0-1 |     | 0-2 | 1-0 | 1-1 | 2-2 | 3-1 | 4-2 | 2-1 | 1-0 | 3-2 |
| Gimnástico de Tarragone                                    | 4-1 | 4-1 | 5-1 | 2-0 | 1-0 |     | 3-3 | 1-1 | 2-4 | 0-1 | 3-0 | 4-1 | 6-0 | 1-1 |
| Grenade CF                                                 | 0-1 | 2-0 | 2-0 | 1-2 | 6-3 | 2-1 |     | 1-2 | 4-1 | 2-2 | 4-1 | 2-0 | 3-1 | 4-1 |
| CD Majorque                                                | 2-2 | 1-2 | 1-0 | 0-0 | 0-1 | 3-0 | 3-2 |     | 1-1 | 0-2 | 2-0 | 4-2 | 1-1 | 3-0 |
| Real Sociedad                                              | 3-1 | 4-0 | 3-1 | 2-0 | 4-0 | 5-0 | 1-1 | 2-1 |     | 0-2 | 1-0 | 0-1 | 1-2 | 2-0 |
| CD Sabadell                                                | 0-0 | 3-1 | 2-0 | 2-0 | 2-3 | 3-1 | 0-0 | 1-1 | 1-0 |     | 5-1 | 5-0 | 1-1 | 7-2 |
| UD Salamanque                                              | 0-1 | 4-1 | 0-0 | 0-0 | 6-1 | 1-3 | 0-1 | 3-1 | 2-0 | 3-1 |     | 2-1 | 4-1 | 2-0 |
| Real Santander SD                                          | 4-0 | 2-0 | 1-2 | 0-1 | 2-2 | 6-0 | 3-2 | 3-1 | 4-0 | 2-2 | 4-2 |     | 4-2 | 2-1 |
| Saragosse CF                                               | 4-1 | 5-1 | 1-0 | 1-2 | 4-0 | 0-0 | 2-1 | 4-2 | 1-2 | 1-2 | 2-1 | 2-0 |     | 3-2 |
| Xerez Club (es)                                            | 1-0 | 3-0 | 4-0 | 2-0 | 1-0 | 4-1 | 1-0 | 1-1 | 0-7 | 1-2 | 4-3 | 4-3 | 4-4 |     |
| - Victoire à domicile - Match nul - Victoire à l'extérieur |     |     |     |     |     |     |     |     |     |     |     |     |     |     |

### Barrages de promotion / relégation

#### Primera División / Segunda División
À la fin de la saison, le 12e de Primera División affronte le 3e de Segunda División en un match unique disputé à Barcelone, le vainqueur obtient sa place en Primera División 1946-1947 et le perdant obtient sa place en Segunda División 1946-1947.
| 19 mai 1946 | RCD Español (D1) | 0 – 0 ap | (D2) Gimnástico de Tarragone | Stade de Montjuich, Barcelone        |
|             |                  |          |                              | Arbitrage : Julián de la Riva Bastos |
|             | Rapport          |          |                              |                                      |

Le match s'étant terminé sur un match nul, après les prolongations, le match doit être rejoué, 7 jours plus tard.
| 26 mai 1946 | RCD Español (D1)                         | 3 – 0   | (D2) Gimnástico de Tarragone | Stade de Montjuich, Barcelone        |                                      |
|             | Diego 33e · V. Hernández 41e · Calvo 83e | (2 – 0) |                              | Arbitrage : Julián de la Riva Bastos | Arbitrage : Julián de la Riva Bastos |
|             | Rapport                                  |         |                              | Arbitrage : Julián de la Riva Bastos | Arbitrage : Julián de la Riva Bastos |

Les deux équipes restent dans leur division respective.

#### Segunda División / Tercera División
À la fin de la saison, le 12e de Segunda División affronte le 3e de la phase de promotion de Tercera División en un match unique disputé à Madrid, le vainqueur obtient sa place en Segunda División 1946-1947 et le perdant obtient sa place en Tercera División 1946-1947.
| 29 juin 1946 | Xerez Club (es) (D2) | 0 – 2 ap              | (D3) CD Baracaldo Altos Hornos | Stadium Metropolitano, Madrid  |                                |
|              |                      | (0 – 0, 0 – 0, 0 – 0) |                                | Arbitrage : José Álvarez Antón | Arbitrage : José Álvarez Antón |
|              | Rapport              |                       |                                | Arbitrage : José Álvarez Antón | Arbitrage : José Álvarez Antón |

Le Xerez Club (es) est relégué en Tercera División et le CD Baracaldo Altos Hornos est promu en Segunda División.

## Bilan de la saison
| Championnat d'Espagne de football de deuxième division 1945-1946 |                           |
| Champion                                                         | CD Sabadell (2e titre)    |
| Dauphin                                                          | Deportivo La Corogne      |
| Promotions et relégations                                        |                           |
| Promus en Primera División                                       | CD Sabadell               |
| Promus en Primera División                                       | Deportivo La Corogne      |
| Relégués en Segunda División                                     | CD Alcoyano               |
| Relégués en Segunda División                                     | Hércules CF               |
| Promus en Segunda División                                       | CD Málaga (es)            |
| Promus en Segunda División                                       | Levante UD                |
| Promus en Segunda División                                       | CD Baracaldo Altos Hornos |
| Relégués en Tercera División                                     | Xerez Club (es)           |
| Relégués en Tercera División                                     | UD Salamanque             |
| Relégués en Tercera División                                     | SD Ceuta (es)             |